# Pseudhalenchus anchilisposomus
Pseudhalenchus anchilisposomus är en rundmaskart. Pseudhalenchus anchilisposomus ingår i släktet Pseudhalenchus och familjen Tylenchidae. Inga underarter finns listade i Catalogue of Life.